# 오스카르스 바르툴리스
오스카르스 바르툴리스(라트비아어: Oskars Bārtulis, 1987년 1월 21일~)는 라트비아의 아이스하키 선수로 포지션은 수비수이다. 내셔널 하키 리그(NHL)의 필라델피아 플라이어스에서 뛴 경험이 있다.